# Laura Estela Mulhall
Laura Estela Mulhall (30. studenog 1957.) je umirovljena argentinska hokejašica na travi. Igrala je na mjestu vratarke.
S argentinskom izabranom vrstom je sudjelovala na više međunarodnih natjecanja, a za Argentinu je ukupno odigrala više od 100 međunarodnih susreta. Igrala je za argentinsku reprezentaciju i u svojoj 40. godini na SP-u 2008. Na mjestu vratarke ju je naslijedila Mariela Antoniska.
Irskog je podrijetla.

## Sudjelovanja na velikim natjecanjima
- Panameričke igre 1987.
- OI 1988. (7. mjesto)
- Panameričke igre 1991.
- SP 1990. (9. mjesto)
- SP 1998. (4. mjesto)